# 江戸モアゼル
『江戸モアゼル』（えどモアゼル、英語: Edomoiselle）は江戸キリエ（旧ペンネーム：キリエ）による日本の漫画。2013年から『コミックスピカ』で掲載されたのち、2015年に無料Webマンガサイト『デンシバーズ』（現：comicブースト）に移籍して2018年まで連載された。
江戸時代の吉原から平成にタイムスリップしてきた名うての女郎が平成に生きる男たちの悩みに対して背中を押して励ましていくさまを描くラブコメディ。
2021年1月から岡田結実主演でテレビドラマ化された。

## あらすじ
江戸時代の人気花魁・仙夏は、ひょんなことから、現代にタイムスリップする。突然の事態に困惑するも、コンビニでアルバイトを始めつつ、持ち前の美貌と気風の良さで、悩める現代男性達を魅了し、励ましていく。

## 登場人物
仙夏（せんか）
本作の主人公。江戸の吉原に在籍する花魁。ひょんなことから現代にタイムスリップしてしまう。
寿乃（ひさの）
吉原に在籍する遊女。仙夏とともにタイムスリップした現代ではメイドカフェでアルバイトをしている。現代にはすんなり馴染んでいる様子。
平吉（へいきち）
仙夏の付き人。自分のせいで仙夏と寿乃をタイムスリップさせてしまったことを悔いている。
蔵地（くらち）
コンビニで働くフリーター。仙夏に想いを寄せる。

## 書誌情報
- 江戸キリエ 『江戸モアゼル』 バーズコミックス〈幻冬舎コミックス〉、全3巻
  1. 2013年10月24日発売、ISBN 978-4-344-82944-2
  2. 2016年04月23日発売、ISBN 978-4-344-83701-0
  3. 2018年03月24日発売、ISBN 978-4-344-84190-1

## テレビドラマ
『江戸モアゼル〜令和で恋、いたしんす。〜』（えどモアゼル れいわでこい いたしんす）のタイトルで、2021年1月7日から3月11日まで読売テレビ製作・日本テレビ系の深夜ドラマ枠『木曜ドラマF』で放送された。主演は岡田結実。
本作では原作の設定を活かしながら、令和に舞台が変更されており、作品世界も新たに構築されている。原作に登場していた寿乃はドラマ版では設定が変更され、平吉は未登場である。

### キャスト
- 仙夏 - 岡田結実（幼少期：西奈美怜）
- 蔵地俊輔（カフェ店員） - 葉山奨之[4][5]
- 春日泉美（ウェブ広告会社社員） - 吉谷彩子[4][5]
- 岩佐長兵衛 - 一ノ瀬颯（幼少期：西山蓮都）
- 蔵地寿乃（雄彦の娘で俊輔のいとこ） - 山口まゆ[6][7]
- 森谷香澄（隆二の同僚） - 藤江萌[6][7]
- 大河内拓磨（隆二の同僚） - 中本大賀（円神）[6][7]
- 松野隆二（カフェ店員） - 森田甘路[6][7]
- 鳥居直樹〈30〉（ウェブ広告会社社長、仙夏の思い人の弟の仍孫） - 前田公輝[4][5]
- 蔵地雄彦（俊輔の叔父） - 田中直樹（ココリコ）[4][5]
- 秋山勘太（ウェブ広告会社社員） - 雨野宮将明

### ゲスト
第1話
- 桃山智子（春日の上司）- 秋元才加

第2話
- 綾子（鳥居と逢瀬を重ねる女性）- 堀田茜

第3話
- 三木姫子（動画クリエイター）- 長井短
- 男1、男2（花魁の噂を聞き付けて来店した客）- 令和ロマン

第4話
- 宮田尊 - 佐野和真

第5話
- 松野百合（隆二の娘） - 牧野羽咲
- クリス・パンサー（人気プロデューサー） - エハラマサヒロ

第6話
- 春江 - 吉田幸矢

第8話
- 蔵地幸春（俊輔の父・不動産会社社長・カフェ「蔵」の土地オーナー） - 手塚とおる

### スタッフ
出典：
- 原作 - 江戸キリエ 『江戸モアゼル』（バーズコミックス / 幻冬舎コミックス刊）
- 脚本 - 政池洋佑、大林利江子
- 監督 - 汐口武史（読売テレビ）、菊川誠（共同テレビ）、朝比奈陽子（共同テレビ）
- 音楽 - 兼松衆、中村巴奈重、櫻井美希
- 主題歌 - 円神「Say Your Name」（nonagon records/ユニバーサルシグマ）[6][7]
- 江戸アドバイザー - 堀口茉純
- 撮影協力 - 台東区フィルムコミッション、すみだフィルムコミッション、上野東照宮
- 技術協力 - バスク
- 美術協力 - BEENS
- チーフプロデューサー - 岡本浩一（読売テレビ）
- プロデューサー - 汐口武史（読売テレビ）、斎木綾乃（吉本興業）、森安彩（共同テレビ）、関本純一（共同テレビ）
- 制作プロダクション - 共同テレビ
- 制作著作 - 読売テレビ

### 放送日程
| 各話   | 放送日  | サブタイトル                                 | EPG                              | ラテ欄                                                             | 脚本       | 監督       |
| ------ | ------- | -------------------------------------------- | -------------------------------- | ------------------------------------------------------------------ | ---------- | ---------- |
| 第1話  | 1月07日 | 壱 花魁、働き方改革でありんす                | 花魁、東京に現る!                | 花魁が東京で大暴れ! 粋キュン                                       | 政池洋佑   | 汐口武史   |
| 第2話  | 1月14日 | 弐 花魁vsキャバ嬢 恋敵でありんす             | 時をかける花魁 vs恋敵キャバ嬢!   | 花魁VSキャバ嬢! ゲス社長は江戸の想い人! 粋な女切なき恋             | 政池洋佑   | 汐口武史   |
| 第3話  | 1月21日 | 参 花魁、姫と大暴走! 炎上上等でありんす      | 花魁ネットで炎上! vs明治の姫     | 花魁スマホに没頭…明治の姫襲来で炎上! 侍降臨 突然キスに令和男呆然   | 大林利江子 | 菊川誠     |
| 第4話  | 1月28日 | 肆 花魁、合コンに参戦! 愛の告白でありんす    | 花魁合コンに参戦! 愛の告白の嵐   | 花魁炎の合コン! 涙の初恋愛の告白連発… 急展開 わっちは江戸に帰る女  | 政池洋佑   | 菊川誠     |
| 第5話  | 2月04日 | 伍 花魁、アイドルになる!? 暴走する恋侍       | 花魁アイドルに! 恋侍が愛の告白!  | 恋侍現れ五角関係? 花魁アイドルに! 愛の叫び お前は一人じゃない!     | 大林利江子 | 朝比奈陽子 |
| 第6話  | 2月12日 | 陸 花魁、江戸に帰る! 恋侍が燃やす炎          | 恋侍が大暴走! 激闘の切なき想い   | 恋花魁江戸に帰る! 嫉妬の炎女の戦! 侍VS詐欺                         | 政池洋佑   | 汐口武史   |
| 第7話  | 2月18日 | 柒 花魁、まさかの結婚!? 緊急会見で喝!        | 花魁令和で結婚!? 不倫会見に喝!   | 花魁令和で結婚! 不倫会見に喝! 本当に好きな人 タイムスリップの謎が  | 大林利江子 | 菊川誠     |
| 第8話  | 2月25日 | 捌 花魁、カフェを守る! あふれ出る恋心        | 戦う花魁、走る厨二病男… 切なき恋 | 恋は決別…モラハラ父 令和で訪れた孤独な愛 でも守りたい好きな人      | 政池洋佑   | 汐口武史   |
| 第9話  | 3月04日 | 玖 花魁争奪! 令和vs江戸 世紀のタイトルマッチ | 花魁江戸を忘れる! 令和男vs侍     | 花魁恋は成就? 江戸を忘れ 侍VS令和男デスマッチ 本当に守りたいものは | 大林利江子 | 菊川誠     |
| 最終話 | 3月11日 | 終 花魁、江戸に帰る! 粋すぎる恋の結末        | 別れ… 花魁の恋は結実?            | 花魁さよなら仙夏! 時空を超えて咲き誇る… 粋すぎた恋の華、涙の別れ   | 政池洋佑   | 汐口武史   |

- 第6話は、前夜放送の『news zero』の放送時間拡大により10分繰り下げられ、2月12日（金曜日）の0時09分 - 1時04分に放送された。

### スピンオフドラマ
『江戸モアゼル〜令和の恋はウラがある〜』のタイトルで、動画配信サービス「Hulu」オリジナルストーリーとして2月18日の第7話放送終了後から配信された。メインキャスト陣が総出演して、本編の恋愛模様を補完するオリジナルストーリーが全4話に渡って展開された。

#### 配信日程
| 話数     | 配信日  | サブタイトル |
| -------- | ------- | ------------ |
| 第7.5話  | 2月19日 |              |
| 第8.5話  | 2月26日 |              |
| 第9.5話  | 3月05日 |              |
| 第10.5話 | 3月12日 |              |